# Markgräflerland

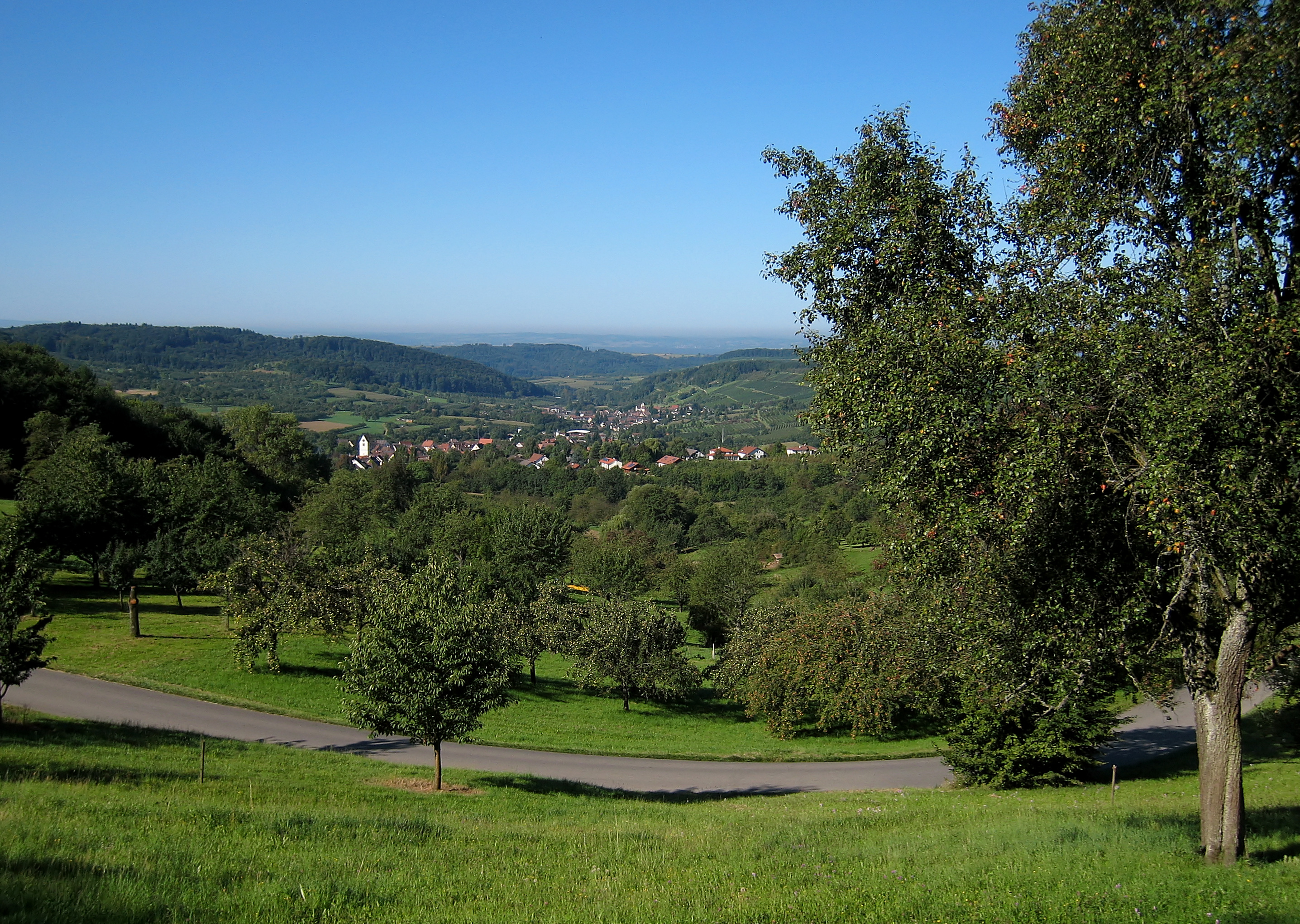
Schliengen in het Markgräflerland

Markgräflerland is een streek in het zuidwesten van Duitsland, in de deelstaat Baden-Württemberg. Het ligt tussen de Breisgau in het noorden en het Zwarte Woud in het oosten.
De naam, die letterlijk vertaald “Markgravenland” betekent, refereert aan de vroegere markgraaf van Baden-Durlach. Deze markgraven regeerden over de streek van de 12e eeuw tot 1806, toen de streek opging in het Groothertogdom Baden. 
De rivier de Rijn markeert de grens van Markgräflerland met Frankrijk en Zwitserland. De streek staat bekend om zijn wijngaarden. Met name de Chasselas wordt veel geteeld in de streek. De regio staat onder Duitsers ook wel bekend als “het Toscane van Duitsland”, mede omdat het klimaat hier milder is dan in de rest van Duitsland.
In de regio wordt een dialect van het Duits, het Alemannisch, gesproken.
De grootste steden in het gebied zijn Lörrach, Müllheim en Schopfheim.

## Links
Adelegg · Albuch · Baar · Bauland · Berglen · Bergstraße · Bodanrück · Breisgau · Dinkelberg · Ellwanger Berge · Filder · Gäu · Göge · Haller Ebene · Hardt · Härtsfeld · Heckengäu · Hegau · Heuchelberg · Höchsten · Hochsträß · Hohenloher Ebene · Holzstöcke · Hotzenwald · Kaiserstuhl · Klettgau · Kraichgau · Korngäu · Keur-Palts (Kurpfalz) · Landgericht · Limpurger Berge · Linzgau · Lußhardt · Löwensteiner Berge · Mainhardter Wald · Markgräflerland · Murrhardter Wald · Oberschwaben · Odenwald · Ortenau · Pfinzgau · Schönbuch · Schurwald · Schwäbische Alb · Strohgäu · Stromberg · Taubergrund · Tauberland · Tautschbuch · Ufgau · Waldenburger Berge · Welzheimer Wald · Westallgäu · Zabergäu · Zwarte Woud (Schwarzwald)